# Platser i Kalle Ankas universum
Platser i Kalle Ankas universum är fiktiva platser som skapats och beskrivits i serier eller på film.

## Nordamerika

### Calisota
Den amerikanska delstat där Ankeborg återfinns. Den skapades av Kalle Anka-serieskapare Carl Barks. Staten är ett slags mellanting mellan de amerikanske delstaterna Kalifornien och Minnesota, som var Carl Barks favoritställen, därav namnet. Den gränsar i väster till Stilla Havet, i söder till Kalifornien, i öster till Nevada och i norr till Oregon.
Att Ankeborg ligger i USA var för de amerikanska disneykreatörerna naturligt. Detta har också varit ett mer eller mindre uttalat faktum i italienska serier. I Kalle Anka & C:o och andra svenska disneypublikationer, liksom i de danskproducerade disneyserierna, har detta inte varit lika självklart - i Kalle Anka & C:o har översättarna traditionellt sett tenderat att placera Ankeborg i Sverige. Detta kom under 1990-talet delvis dock att förändras, främst genom den amerikanska kreatören Don Rosas stora inflytande.
I flera serier har Ankeborg närmast karaktären av stadsstat - man har bl.a. eget landslag i fotboll och en egen trupp i de olympiska spelen.

#### Ankeborg
(orig. Duckburg). Kalle Ankas hemstad.

#### Gåseborg
(orig. Goosetown) Grannstad till Ankeborg. De båda städerna står i ständigt konkurrensförhållande gentemot varandra, inte minst i idrottsammanhang.

#### Kalkonköping
Kalkonköping är en annan grannstad till Ankeborg. Stadens befolkning är endast kalkoner. Kalle Anka flyttade hit under en kort tid i serien "Född till fiasko" när han var less på sitt olycksdrabbade liv i Ankeborg. I Kalkonköping finns köpcentret "Kalkonshopping", där Kajsa Anka och hennes damklubb har varit många gånger.

#### Myggeby
Grannstad till Ankeborg.
Myggeby var den första byn som började med att uppfostra myggor. Det är därifrån det berömda vinet "Myggiolo" kommer. Det är en stad där det finns mycket träsk och det är därför mycket myggor där på sommaren, vilket medför att den är en rätt så impopulär reseort. Den nästan enda besökaren var Kalle Anka, som vann en resa dit på lotto. Även Myggebys bychef är irriterad på myggorna, men får inte göra något åt dem för myndigheterna för då måste de ändra namn på staden till "Ingamyggorby".

#### Tuppeboda
Grannstad till Ankeborg.

#### Texico
Motsvarigheten till Mexico.

#### St. Canard
(orig. St. Canard; "Canard" är franska för "anka") Grannstad till Ankeborg. Här bor figurerna i Disneys TV-serie Darkwing Duck. Bron Audubon Bay Bridge förbinder St. Canard med Ankeborg. Varken staden eller bron finns nämnd i andra serier.

### Alaska och Yukon
Såväl Alaska som Yukon existerar otvivelaktigt i verkligheten, men då ett flertal disneyserier behandlar Joakim von Ankas period som guldgrävare i detta hörn av den amerikanska kontinenten, har flera fiktiva platser i detta område blivit till återkommande inslag i ankserierna.

#### Knivskärarklubben
(orig. Blackjack Saloon) Bar i Klondike, där Glittriga Gullan jobbade som sångerska och dansare under guldgrävartiden, och platsen för hennes första möte med Joakim von Anka. Efter att klubben lades ned gjorde Gullan om den till ett hotell. (se bl.a. Tillbaka till Klondike av Carl Barks samt Sista släden till Dawson och När Yukons hjärta glimmar av Don Rosa)

#### Röda Möllan
Röda Möllan är en biosalong

#### Ångestfloden
(orig. White Agony Creek) Ett av Alaskas mest otillgängliga områden, där Joakim ostört kunde ägna sig åt att gräva guld. Hit tog han också Glittriga Gullan under de månader han tvingade henne jobba för sig, och här slog sig Gullan ner efter att Joakim lämnade området. (se bl.a. Tillbaka till Klondike av Carl Barks och En argonaut i Klondike och Fången vid Ångestfloden av Don Rosa.)

#### Älghornsglaciären
En glaciär bortom Svartskogen och över Svartberget.

## Central- och Sydamerika

### Ankapulco
(orig. Duckapulco) Beryktad semesterort. Namnet är en lek med verklighetens Acapulco.

### Kravallistan
En stad i Ankapulco.

### Avskyvärld
(orig. Plain Awful). En dal i Anderna där allt är fyrkantigt och den enda lagen är att man inte får frambringa något runt, vilket knattarna gör av misstag. Det var Carl Barks som 1949 introducerade Avskyvärld i serien Vilse i Anderna (Four Color #223). Don Rosa skrev senare en fortsättning på serien, Åter till Avskyvärld, då ankorna åter igen åker till dalen. Namnet Avskyvärld kommer av en forskare som tidigare besökt dalen och minst sagt ogillat den.

### Ankuador
Ett av Sydamerikas mest brottsliga länder. Namnet är en lek med verklighetens Ecuador.

### Hondorika
(orig. Hondorica) Ett mellanamerikanskt land, möjligen en lek med namnen Honduras och Costa Rica, där äventyret Hondorikas hemlighet utspelar sig.

## Europa

### Skottland
Joakim von Anka är född i verklighetens Glasgow, men serierna har även gett upphov till ett mindre antal fiktiva skotska platser.

#### Dystringe dal
(orig. Dismal Downs). Ogästvänligt område på det skotska höglandet - Någonstans på Rannoch Moor - först nämnt i Carl Barks serie Kalle Anka och den gamla borgens hemlighet. Här återfinns von Anka-borgen. Efter att klanen von Anka bott här i generationer blev de bortdrivna av den konkurrerande klanen Waskerville. Tack vare Joakim återfördes dock marken till dess rätta ägare. (Se även Farbror Joakim och Waskervilles hund av Carl Barks samt Den siste av klanen von Anka och En miljardär i högländerna av Don Rosa.)

#### von Anka-borgen
(orig. Castle McDuck). Klanen von Ankas gamla släktborg i Dystringe dal. Här finns flertalet av klanens medlemmar begravda - inklusive Joakims föräldrar Dunhilde och Fergus von Anka, och borgen pryds även av rustningar, tavlor och minnesmärken från tidigare generationer. Nuvarande ägare är Joakim, och hans syster Matilda von Anka och betjänten Albert arbetar där. (Se ovan nämnda serier, samt Brev hemifrån, eller Den gamla borgens nya hemlighet av Don Rosa.)

### Vesuvius
Vulkanen Vesuvius finns även i Kalle Ankas universum. Här bor Magica de Hex och det är här hon måste smälta ner Joakim von Ankas turkrona.

Åbo, Finland
I serien Hetsjakt i hansestäder av Don Rosa, som börjar i Bergen och fortsätter i Tallinn, utspelar sig upplösningen i Åbo. Bland platserna som Farbror Joakim, Kalle Anka och knattarna besöker i Finlands äldsta stad återfinns Åbo Domkyrka och Åbo Slott.

### Silikonien
Ett land som ligger i Europa och nästan helt består av kolgruvor.

### Ankland
Ett land som finns på kalleanka.se. De är med i Fotbolls-EM och är en lek med England.

### Brutopien
(orig. Brutopia) Introducerades i serien En iskall affär (A Cold Bargain) av Carl Barks 1957. I denna serie, liksom i många serier från senare tid, får Brutopien bli till en mer eller mindre förtäckt karikatyr av Sovjetunionen.

## Asien

### Tralla La
(orig. Tra La La, en förvrängning av "Shangri-La") Joakim von Anka besökte, i Carl Barks serie På rymmen från rikedomarna från 1954, det mytomspunna Tralla La. Joakim som är stressad av pengasamhället och har drabbats av ett nervöst sammanbrott, börjar drömma om en utopi utan monetärt system.
Han lyckas, tillsammans med Kalle Anka och Knattarna, lokalisera en sådan plats, och tar sig dit med fallskärm. Dock tar han problemen med sig, de kapsyler han kastar bort betraktas som värdefulla och börjar att användas som valuta.
Joakim kommer i en senare berättelse, Vägen till Xanadu ritad av Don Rosa, återbesöka Tralla La när han letar efter Djingis Khans skatt. Det var dock inte meningen att komma hit utan han kom dit genom en gång som ledde upp i grottorna som ligger i Tralla La. Det avslöjas även att Tralla La är det samma som det mytomspunna Xanadu. Det finns även en annan väg ut från Tralla La och det är den stora sjön som ligger mitt i dalen.
På rymmen från rikedomarna har också kommit att filmatiseras. Avsnittet "The Land Of Tra-La-La" av den tecknade TV-serien DuckTales från 1990, följer troget Barks-serien från 1954. Största skillnaden är att Kalles roll i TV-avsnittet spelas av Sigge McKvack och Fenton Spadrig.

## Afrika

### Häxmästarbasaren i Kairo
(orig. The sorcerer's bazaar). Magica de Hex stamaffär i Kairo, som man fick se i Rosas "En alldeles särskild gåva".

### Limpopofloden

#### Guld-Ivar Flinthjärtas pengabinge
(orig. The Glomgold moneybin). Joakims största rival är bosatt (i alla fall hans pengar) vid Limpopofloden. Vissa serier har gestaltat Flinthjärta som Ankeborgbo och en rival inom Miljardärs-klubben, medan mer erkända tecknare som Barks och Rosa placerat honom i Sydafrika.

### Timbuktu
Timbuktu är en stad i Mali och finns på riktigt. Kalle åker till den här staden så fort han har ställt till med något i Ankeborg.
I staden tror alla att han är en rik Ankeborgsturist, och det verkar som om Kalle aldrig ställt till med något här.

## Obestämda lokaliseringar

### Långtbortistan
Avlägset land, troligen beläget i Centralasien. Kalle har haft jobb där som vakt efter att ha misskött sin uppgift när han skulle vara vakt i Ankeborg.

### Glaciostan
Fjärran nordlig plats dit Farbror Joakim flyr (med Kalle och knattarna) för att undkomma julen, som är det värsta han vet. Där blir de vänligt mottagna med frasen "Gronsk Pyk" som Joakim återgäldar. Knattarna finner så småningom i Gröngölingshandboken att den glaciostanska frasen betyder "God Jul".

### Nya Kalledonien
Historiskt fort eller koloni. Till skillnad från Nya Kaledonien verkar det inte ligga vid Stilla havet, utan möjligtvis någonstans i Storbritannien då det anfallits av vikingar. Caledonien är ett äldre namn för Skottland.

## Underjorden

### Spruttisprattien
(orig. Terri-Fermi) Underjordiskt rike. En gigantisk, underjordisk grotta som sträcker sig runt hela Jorden. Här bor Sprutter och Spratter (Terries and Fermies) vilka är de som orsakar jordbävningar. Introducerades av Carl Barks i serien Landet i underjorden.